# Phlaocyon latidens
Phlaocyon latidens — вимерлий вид роду Phlaocyon, що належить до підродини Borophaginae і племені Phlaocyonini, псових, які населяли північний захід Північної Америки (Орегон) від пізнього олігоцену до міоцену, жив 33.3–20.6 млн років тому та існував приблизно 12.7 мільйонів років.
Legendre & Roth 1988 оцінили масу тіла двох екземплярів у 1.52–1.58 кілограма.